# WASP-3 b
WASP-3b — экзопланета, вращающаяся вокруг звезды WASP-3, находящейся на расстоянии более 272 световых лет в созвездии Лиры. Она была открыта транзитным методом при помощи SuperWASP. В дальнейшем существование планеты было подтверждено с помощью метода Доплера. Радиус и масса WASP-3b свидетельствуют о том, что планета является газовым гигантом и по строению похожа на Юпитер. Расстояние до звезды таково, что планету можно отнести к классу горячих юпитеров. Температура атмосферы приблизительно 1983 K.
В 2010 году измерения различий времени транзита позволили сделать предположения о наличии ещё одной планеты в системе, которая была названа WASP-3c. Исследователи отмечают, что для подтверждения существования планеты необходимы дальнейшие наблюдения.